# Ateliers monétaires français

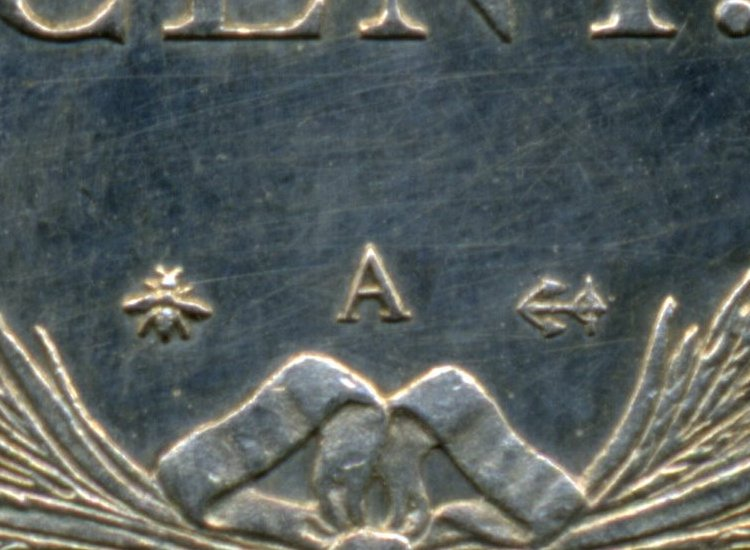
Marque de fabrique (A) de Paris. L'abeille indique le responsable, Renouard De Bussière, et l'ancre le graveur général, Auguste Barre.

Les ateliers monétaires français ont émis durant plusieurs siècles les différentes monnaies françaises. La traçabilité de leurs émissions était assurée grâce à une marque gravée sur les pièces, par exemple une lettre. 
Jusqu'à la fin du règne de Louis-Philippe, un maximum de 22 ateliers émettaient des francs français.
Sous Napoléon III, les émissions « Têtes nues » étaient fabriquées par sept ateliers.
Leur nombre est descendu à trois en 1861, à deux en 1870 puis un unique atelier, Paris, en 1880.
Aujourd'hui, seule la Monnaie de Paris émet encore des pièces avec son usine de fabrication à Pessac en Gironde. Cette dernière n'appose plus de marque d'atelier sur les pièces en euro de la France, excepté pour les pièces en euro de la Grèce émises en 1999 avec la lettre « F » qui indique leur origine française.

## Monnayages antiques
- Lieu du territoire des Arvernes IIe siècle av. J.-C. : statère d'or
- Lieu du territoire des Éduens : obole massaliote
- Marseille antique : entre autres, obole massaliote
- Lieu du territoire des Parisii : statère d'or
- Reims : statère, potin

## Villes aujourd'hui françaises ayant eu un atelier monétaire

### Souveraineté de Béarn / Royaume de Navarre
- Pau
- Morlaàs
- Saint-Palais

### Corse
- Corte
- Murato

### Duché de Savoie
- Aiguebelle
- Annecy
- Bourg-en-Bresse
- Chambéry
- Montluel
- Nice (XVe-XVIe siècle)
- Saint-Jean-de-Maurienne

### Comtat Venaissin
- Avignon
- Carpentras
- Orange

## Monnayages féodaux français
| Ville   | Période                        | Territoire     | Monnaie           | Souverain                            | Note |
| ------- | ------------------------------ | -------------- | ----------------- | ------------------------------------ | --- |
| Albi    | début du XIe -fin XIIIe siècle |                |                   | Vicomtes d'Albi, puis rois de France | |
| Anduze  |                                |                |                   |                                      | |
| Arles   |                                |                |                   |                                      | |
| Avignon |                                |                | Denier massaliote |                                      | |
| Béziers |                                |                |                   |                                      | |
| Blois   | début du XIe – XIVe siècle     | Comté de Blois | Livre blésoise    | Comtes de Blois, puis rois de France | Le monnayage débute à Blois dès le VIIe siècle au profit des comtes jusqu'à la cession du droit au roi Philippe VI en 1328. L'atelier de l'hôtel de la Monnaie reste en activité sous la maison d'Orléans, établie à Blois à partir de 1397. |

- Bogny-sur-Meuse (Principauté de Château-Regnault)
- Cahors (fin du IXe siècle)
- Carcassonne[Note 1]
- Charleville (Principauté d'Arches)
- Clermont-Ferrand évêque[Note 2]
- Le Puy (sol et deniers du Puy)[Note 3]
- Guingamp (deniers de Penthièvre)
- Limoges (vicomtes ; denier lémovicien)[Note 4]
- Marseille (denier massaliote) ~675-~840[Note 5]
- Meaux (évêque)
- Melgueil (sol melgorien)
- Metz  (évêque[Note 6]
- Morlaàs (XIe – XVe siècle) : vicomtes de Béarn, puis rois de France
- Nantes
- Narbonne (vicomtes et archevêques)
- Paris (denier parisis)
- Penthièvre[Note 7]
- Rennes
- Rodez (vers 996/1004-1373) : comtes de Rodez
- Sedan (Principauté)
- Sens (évêque)
- Sommières
- Sorgues (créé par Raymond V de Toulouse (1148-1194). L'hôtel des monnaies du palais des papes de Sorgues est déménagé à Avignon en 1354)
- Souvigny 1180-1272[Note 8]
- Toulouse (sou toulousain ou toulza) (vers 1060) : comtes de Toulouse, puis rois de France
- Vannes
- Vienne, archevêque[Note 9]

## Listes des ateliers français de monnaie royale avant 1789
À la veille de la Révolution de 1789, 17 hôtels de monnaie sont en fonction, en gras.
| Marque | Ville                 | Directeur de la monnaie      |
| ------ | --------------------- | ---------------------------- |
| A      | Paris                 | Jean Dupeyron de la Coste    |
| AA     | Metz                  | Jean-François Leclerc        |
| AR     | Arras                 |                              |
| B      | Rouen                 | Joseph Lambert               |
| BB     | Strasbourg            | Félix de Reiset              |
| C      | Saint-Lô et Caen      |                              |
| CC     | Besançon              |                              |
| D      | Lyon et Vimy          | Jean-Claude Gabet            |
| E      | Tours                 |                              |
| F      | Angers                |                              |
| G      | Poitiers              |                              |
| H      | La Rochelle           | François Séguy               |
| I      | Limoges               | Louis Naurissart de Forest   |
| K      | Bordeaux              | Laurent-Baptiste Lhoste      |
| L      | Bayonne               | Romain d’Arripe de Lamarande |
| LL     | Lille                 |                              |
| M      | Toulouse              | Guillaume de Laburthe        |
| M      | Mouzon                |                              |
| MA     | Marseille             | Jean-Baptiste Prou-Gaillard  |
| N      | Montpellier           | Bernard Étienne              |
| O      | Riom                  |                              |
| P      | Dijon                 |                              |
| Q      | Perpignan et Narbonne | Joseph Dastros               |
| R      | Orléans et Villeneuve | Louis Boyan Petit-Bois       |
| S      | Reims                 |                              |
| T      | Nantes                | Marie-François Thomas        |
| V      | Troyes                |                              |
| W      | Lille                 | Louis-Théophile Lepage       |
| X      | Amiens                |                              |
| Y      | Bourges               |                              |
| Z      | Grenoble              |                              |
| 9      | Rennes                |                              |
| &      | Aix-en-Provence       |                              |
| Vache  | Pau                   | Jean-Baptiste Souton         |

## Listes des ateliers français après 1789
| Marque | Ville                     |
| ------ | ------------------------- |
| A      | Paris                     |
| AA     | Metz                      |
| B      | Rouen / Beaumont-le-Roger |
| BB     | Strasbourg                |
| C      | Castelsarrasin            |
| D      | Lyon                      |
| H      | La Rochelle               |
| I      | Limoges                   |
| K      | Bordeaux                  |
| L      | Bayonne                   |
| M      | Toulouse                  |
| MA     | Marseille                 |
| N      | Montpellier               |
| Q      | Perpignan                 |
| R      | Orléans                   |
| T      | Nantes                    |
| W      | Lille                     |